# افرو سامورایی (بازی)
افرو سامورایی (به انگلیسی: Afro Samurai) نام یک بازی ویدئویی در سبک اکشن است که توسط شرکت نامکو باندای گیمز ساخته شده و در ۲۷ ژانویه ۲۰۰۹ برای دو کنسول پلی‌استیشن ۳ و اکس‌باکس ۳۶۰ منتشر شده‌است. شخصیت‌ها و داستان این بازی برگرفته از مجموعه مانگا و انیمهای ژاپنی با همین نام است.
این بازی برای اولین بار در ماه فوریه سال ۲۰۰۸ میلادی و در مجله پلی معرفی شد.